# 寘颜州
寘颜州，唐朝的羁縻州。
貞觀二十一年（647年）以铁勒白霫部置，约在今蒙古国东方省贝尔湖、哈拉哈河以南一带。属燕然都护府。永淳、垂拱时突厥、铁勒相继叛唐后废，复置于河套内地。属安北都护府。